# Costos de canvi
Els costos de canvi o barreres de canvi són termes utilitzats en microeconomia, gestió estratègica i màrqueting. Es poden definir com els inconvenients o despeses que els consumidors senten que experimenten, juntament amb els costos econòmics i psicològics de canviar d'una alternativa a una altra.
Per exemple, quan els proveïdors de serveis telefònics també ofereixen accés a Internet com a paquet, afegeixen valor al seu servei. Aleshores es forma una barrera al canvi, ja que l'intercanvi de proveïdors de serveis d'Internet és un esforç que requereix temps. Hi ha una varietat de costos de canvi diferents que es divideixen en tres categories principals: barreres de canvi de procediment, barreres de canvi financer i barreres de canvi relacional. Les barreres de canvi de procediment fan referència al temps i als recursos associats amb el canvi a un nou proveïdor; les barreres de canvi financer es refereixen a la pèrdua de recursos financerament mesurables; i les barreres de canvi relacional examinen els inconvenients emocionals de la ruptura de vincles i la pèrdua de la identitat.

## Tipus de costos de canvi

### Costos de canvi procedimentals
Les barreres de canvi de procediment sorgeixen del procés de presa de decisions del comprador i de l'execució de la seva decisió. Les barreres de canvi de procediment consisteixen en: risc econòmic, costos d'aprenentatge i configuració, avaluació, aquest tipus de cost de canvi implica principalment la despesa de temps i esforç. Hi ha una sèrie de costos o facetes de canvi que es troben sota les barreres de canvi de procediment. Els costos d'incertesa es refereixen a la probabilitat percebuda d'aconseguir un rendiment i una qualitat inferiors quan es canvia.
Tenen el potencial d'evitar que un client canviï. Els costos de cerca i avaluació prèvia al canvi es refereixen als costos de temps i esforç associats a la cerca i a les avaluacions necessàries per prendre una decisió de canvi. Els costos de comportament i cognitius posteriors al canvi preveuen el temps i l'esforç necessaris per familiaritzar-se amb una nova rutina de servei quan es produeix el canvi. Els costos de configuració es refereixen als costos de temps i esforç relacionats amb el procés d'establiment d'un nou producte per a l'ús inicial o la creació d'una relació amb un nou proveïdor.

### Costos de canvi financer
Les barreres de canvi financer impliquen la pèrdua de recursos financerament mesurables. Hi ha dues facetes de les barreres de canvi financer. Els costos irreversibles són les consideracions dels costos i les inversions que ja s'han incorregut per iniciar i mantenir relacions. Els costos de rendiment perduts fan referència a les llibertats percebudes i als beneficis perduts com a resultat d'efectuar el canvi.

### Costos de canvi relacional
Les barreres de canvi relacional inclouen el malestar psicològic o emocional causat per la terminació d'una relació i la ruptura de vincles, juntament amb el temps i l'esforç que implica i la formació d'una nova relació. Hi ha dues facetes de les barreres de commutació relacional. Els costos de pèrdua de la marca són les pèrdues associades a la ruptura dels vincles d'identificació que s'han desenvolupat entre una marca i un client. Aquests vincles es perden quan es canvia de proveïdor. Els costos de pèrdua de relacions personals són les pèrdues i el malestar associats amb el canvi a un proveïdor que un consumidor no està familiaritzat, ja que la familiaritat crea comoditat per al consumidor.

### Costos de canvi col·lectiu
Els costos de canvi col·lectius són una forma macro única de barreres de canvi, que apareixen quan el mercat presenta externalitats col·lectives cap a un servei o producte, i representen els costos de canvi combinats de totes les entitats del mercat. En presència de les externalitats del producte/servei, la participació en el producte o servei dominant aporta més valor, mentre que, al mateix temps, augmenta el valor del producte o servei. Com a grup, les entitats s'enfronten a costos de canvi col·lectius que superen la suma dels costos individuals, ja que, llevat que es produeixi una deserció coordinada, qualsevol desertor individual es troba al marge de l'ús col·lectiu del producte o servei i dels seus beneficis.